# Quảng Khê, Quảng Xương
Quảng Khê là một xã thuộc huyện Quảng Xương, tỉnh Thanh Hóa, Việt Nam.

## Địa giới hành chính
Xã Quảng Khê nằm ở phía nam của huyện Quảng Xương. Cách thị trấn Quảng Xương 12 km về phía nam, cách thành phố Thanh Hóa 20 km
- Phía đông giáp các xã Quảng Lĩnh và Quảng Thạch, huyện Quảng Xương.
- Phía nam giáp xã Quảng Chính, huyện Quảng Xương.
- Phía tây giáp xã Trường Giang, huyện Nông Cống (ranh giới tự nhiên là sông Hoàng) và các xã Quảng Vọng, Quảng Trường, huyện Quảng Xương.
- Phía bắc giáp xã Quảng Lĩnh, huyện Quảng Xương.

## Lịch sử hành chính
Vùng đất thuộc xã Quảng Khê ngày nay, vào đầu thế kỉ 19 thuộc tổng Thái Lai, huyện Quảng Xương, phủ Tĩnh Gia, nội trấn Thanh Hóa.
Sau năm 1945, thuộc xã Lý Thường Kiệt, huyện Quảng Xương. Năm 1948, các xã Hoa Lư, Ký Con và Lý Thường Kiệt sáp nhập thành xã Quảng Chính. Năm 1954, một phần lãnh thổ xã Quảng Chính được tách ra để lập các xã Quảng Trung, Quảng Thạch, Quảng Nham và Quảng Khê, tên gọi Quảng Khê xuất hiện từ đây.
Xã Quảng Khê gồm các làng: 
- Làng Hà Khê: đầu thế kỉ 19 là thôn Hà Nữu thuộc xã Bán Phương, tổng Thái Lai; cuối thế kỉ 19, xã Bán Phương đổi thành Ngưu Phương. Làng có hai thôn là Ngưu Phương và Thạch Phương, từ sau năm 1945 đổi tên làng là Ngưu Thạch Phương.
- Làng Nga Khê: đầu thế kỉ 19 là thôn Nga Khê thuộc xã Quan Phương, tổng Thái Lai.
- Làng Đại Trung: cuối thế kỉ 19 là thôn Đại Trung thuộc xã Quan Phương, tổng Thái Lai.